# ريتشارد كويست

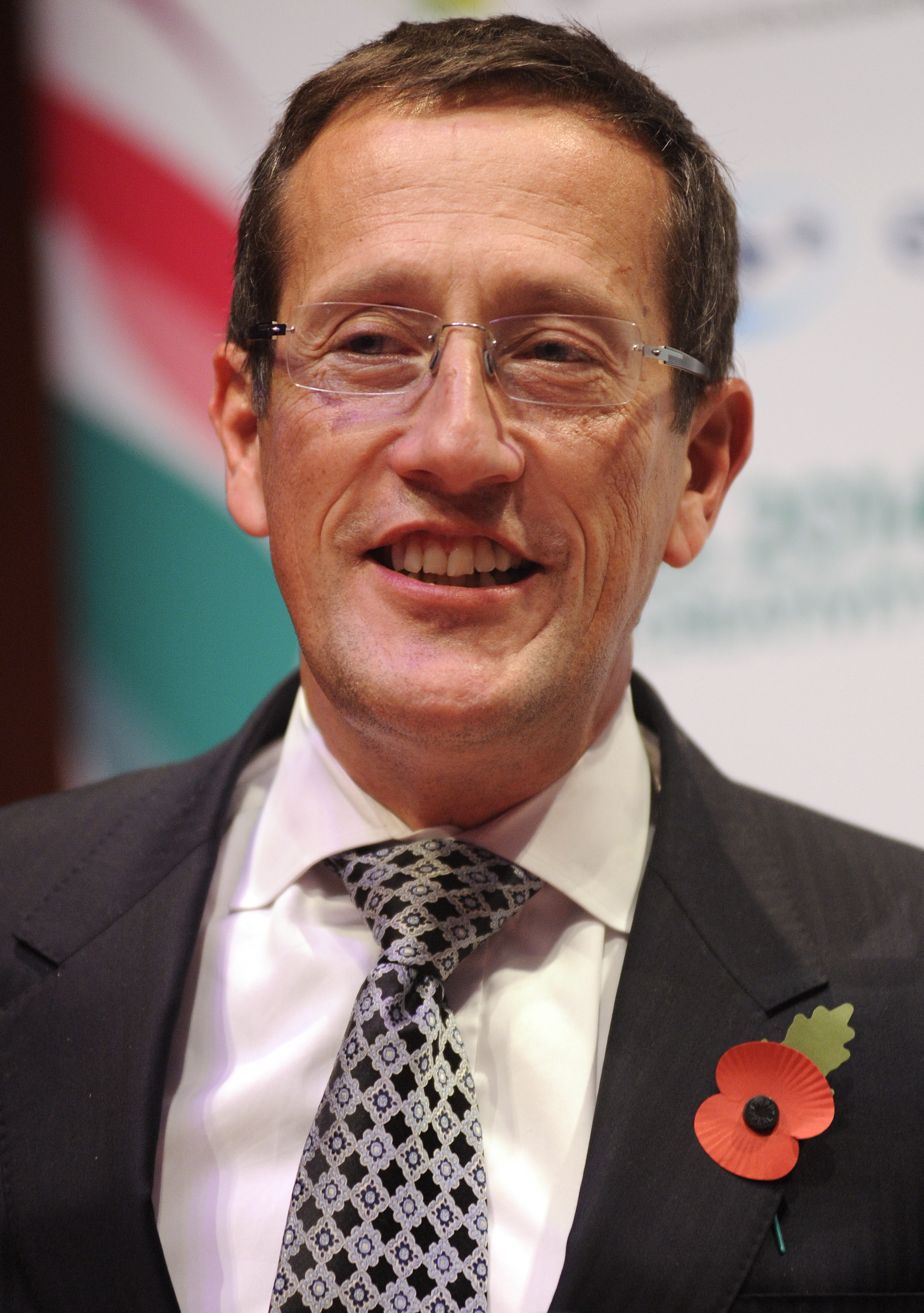
ريتشارد كويست عام 2014

ريتشارد كويست (بالإنجليزية: Richard Quest) هو صحفي إنجليزي يعمل لدى سي إن إن ولد في 9 مارس 1962 ويحمل شهادة في القانون عام 1983 وعمل كصحفي في قناة بي بي سي عام 1985

## حياته المهنية
يعتبر ريتشارد كويست من أبرز مقدمي البرامج الاقتصادية في مكتب CNN بلندن. فبالإضافة إلى تقديمه البرنامج الاقتصادي اليومي Business International، لكويست برنامجه الشهري بعنوان Quest، والذي بدأ عرضه في يوليو/تموز 2005، وبرنامج شهري آخر بعنوان "CNN Business Traveller".
وفي إطار عمله كمراسل لشبكة CNN، غطى ريتشارد كويست العديد من النشاطات البارزة، ومنها المنتدى الاقتصادي العالمي في دافوس، جنازة البابا يوحنا بولس الثاني من روما، بالإضافة إلى إطلاق رحلة إيرباصA380 من تولوز في فرنسا.
ومنذ انضمامه إلى فريق سي إن إن في فبراير/شباط 2001، قدم كويست العديد من التقارير السياسية والاقتصادية، حيث شارك في تغطية الحرب على العراق من لندن، كما غطى أحداثا جرت في العاصمة البريطانية مثل جنازة الملكة الأم، وزواج السير بول مكارتني، وإطلاق عملة اليورو في الأسواق الأوروبية.
وخلال 2004، جاب ريتشارد كويست أرجاء الولايات المتحدة لاستكشاف أهم القضايا المتعلقة بالانتخابات الأمريكية، والتي يمكن لها أن تؤثر على الأوضاع في العالم، حيث تحدث إلى عدد من الناخبين، وصناع القرار في البلاد.
ولريتشارد كويست تاريخ في الإعلام قبيل انضمامه لأسرة CNN، حيث غطى مظاهرات لوس أنجلوس، وزلزال سان فرانسيسكو، وردود الأفعال في مطار كينيدي إثر تحطم طائرة لوكيربي، بالإضافة إلى تحطم طائرة جون كينيدي الابن. وقد قدم كويست عددا من البرامج في الهند، وأستراليا، والولايات المتحدة.
وكان ريتشارد كويست قد انضم لشبكة سي إن إن بعد عمله مع بي بي سي حيث عمل في القسم الاقتصادي منذ 1987.
وقد بدأ كويست عمله في الصحافة كمتدرب لدى بي بي سي.
ويحمل كويست شهادة في القانون بمرتبة الشرف من جامعة ليدز البريطانية

## روابط خارجية
- ريتشارد كويست على موقع IMDb (الإنجليزية)